# Madrigal de las Altas Torres (kommun)
Madrigal de las Altas Torres är en kommun i Spanien.   Den ligger i provinsen Provincia de Ávila och regionen Kastilien och Leon, i den centrala delen av landet, 130 km nordväst om huvudstaden Madrid. Antalet invånare är 1 621.